# Eek (Alaska)
Eek és una població dels Estats Units a l'estat d'Alaska. Segons el cens del 2007 tenia 281 habitants.

## Demografia
Segons el cens del 2000, Eek tenia 280 habitants, 76 habitatges, i 57 famílies La densitat de població era de 118,8 habitants/km².
Dels 76 habitatges en un 43,4% hi vivien nens de menys de 18 anys, en un 50% hi vivien parelles casades, en un 19,7% dones solteres, i en un 25% no eren unitats familiars. En el 25% dels habitatges hi vivien persones soles el 5,3% de les quals corresponia a persones de 65 anys o més que vivien soles. El nombre mitjà de persones vivint en cada habitatge era de 3,68 i el nombre mitjà de persones que vivien en cada família era de 4,54.
Per edats la població es repartia de la següent manera: un 41,1% tenia menys de 18 anys, un 10,4% entre 18 i 24, un 27,9% entre 25 i 44, un 14,3% de 45 a 60 i un 6,4% 65 anys o més.
L'edat mediana era de 24 anys. Per cada 100 dones hi havia 120,5 homes. Per cada 100 dones de 18 o més anys hi havia 117,1 homes.
La renda mediana per habitatge era de 17.500 $ i la renda mediana per família de 27.500 $. Els homes tenien una renda mediana de 37.813 $ mentre que les dones 0 $. La renda per capita de la població era de 8.957 $. Aproximadament el 32,7% de les famílies i el 28,8% de la població estaven per davall del llindar de pobresa.

## Poblacions més properes
El següent diagrama mostra les poblacions més properes.